# Pianeti Uniti
I Pianeti Uniti (United Planets) sono una organizzazione immaginaria dell'universo a fumetti pubblicati negli Stati Uniti d'America dalla DC Comics; è un governo sostenuto da una organizzazione di vari pianeti nel futuro, nel XXX e nel XXXI secolo.

## Storia
A capo dell'organizzazione dei pianeti c'è la Terra, che guida un gruppo di una decina di mondi tra colonie terrestri e mondi non-umani. I rapporti tra questi pianeti sono più che altro economici, le decisioni politiche sono difficili da prendere, soprattutto considerando le faide interne e i problemi di convivenza che popoli con culture diverse hanno spesso quando entrano in contatto. Al fine di mantenere l'ordine in questa struttura commerciale sono stati istituiti alcuni gruppi di controllo dei quali la Legione dei Super-Eroi ne è solo un esempio; fra i gruppi più importanti si sono la Flotta Spaziale, che si occupa della difesa militare contro i pirati, all'interno, e contro gli eventuali invasori, all'esterno; la Polizia Scientifica, corpo di polizia che si incarica di mantenere quotidianamente l'ordine nei pianeti della federazione; i Corpi Diplomatici, un immenso apparato burocratico che per poter funzionare ha bisogno di un intero pianeta a sua disposizione, Weber's World, satellite artificiale nel sistema di Trantor.
Per le comunicazioni fra i vari pianeti si utilizza una lingua comune, l'Interlac, anche se ogni pianeta ha le proprie lingue.

## Organizzazione
Elenco dei pianeti che partecipano all'organizzazione:
- Terra: terzo pianeta del sistema solare, centro economico e politico della Federazione, è anche la sede della Legione dei Supereroi. Il loro primo Quartier Generale era un razzo rosso e giallo rovesciato, con la cima conficcata nel suolo. In realtà si tratta del corpo di un aspirante legionario, proveniente da un pianeta i cui abitanti avevano il potere di trasformarsi in fortezze e simili per proteggere i propri cari. Quando fece le prove di ammissione, la Legione venne attaccata e per salvare i suoi futuri compagni, l'aspirante si tramutò in razzo: la sua mente venne distrutta dalla lotta, così rimase in quelle condizioni, diventando il primo QG della Legione.
- Avalon: pianeta strutturato in maniera feudale, dove regna una ristretta oligarchia. Dotati di una tecnologia ancora poco sviluppata, chiamano Esterni tutti coloro che provengono da mondi oltre i loro confini, e verso i quali nutrono una profonda avversione.
- Braal: una delle colonie terrestri, fu all'inizio appetito per le possibili risorse che poteva dare alla Terra. Quasi subito, però, i coloni si accorsero che le risorse del suolo consistevano in grandi quantità di metallo di tipo ferroso, che produce un fortissimo campo magnetico. Inoltre il pianeta era popolato da orde di animali selvatici dalla pelle metallica. Risolti i problemi di sopravvivenza, però, con lungo andare i coloni acquisirono poteri magnetici e, nonostante ciò, il pianeta visse un lungo periodo di prosperità, almeno fino a che non ci fu il crollo delle quotazioni dei metalli, che portarono al capo del governo un gruppo di burocrati che regola i consumi di una popolazione generalmente molto povera.
- Daxam: con caratteristiche simili al defunto Krypton, gli abitanti di Daxam, sotto un sole dal colore diverso da quello emesso dal loro, ottengono dei poteri simili a quelli di Superman, ma hanno una forte vulnerabilità al piombo e al metallo in genere. Sono retti da una repubblica.
- Durla: gli abitanti di Durla sono dotati, come i marziani, di poteri da mutaforma. Si ritiene che tali poteri siano frutto non già di una evoluzione biologica, ma di un disastro nucleare. La FPU a più riprese provò ad aiutare i durlaniani dalla loro malattia, ma questi, soprattutto per la loro avversione verso i mondi esterni, hanno sempre rifiutato, portando la Federazione a dichiarare lo stato di quarantena per il pianeta. Per questo una Postazione Scientifica orbita intorno al pianeta per monitorare l'atmosfera, al cui interno si possono rivelare tracce di elio.
- Imsk: caratteristica di Imsk è che, ogni anno, rimpicciolisce sempre più il proprio diametro. Probabilmente per questo i suoi abitanti hanno ottenuto il potere di rimpicciolire a piacimento.
- Lallor: al di fuori della FPU è un pianeta in tutto simile alla Terra, a parte per la gravità, lievemente superiore. Famoso perché sede del secondo supergruppo dell'universo, i Campioni di Lallor.
- Medicus One: è un satellite artificiale adibito a centro medico d'eccellenza della Galassia, grazie alle sue strutture all'avanguardia. È anche il centro cui si rivolgono, preferibilmente, i componenti della Legione.
- Naltor: pianeta particolare in cui la magia e la tecnologia convivono contemporaneamente. Sul pianeta la magia è presente a causa di un gruppo di Stregoni provenienti da un pianeta lontano con l'intento di riallacciare i legami con l'umanità. Generalmente gli abitanti di Naltor hanno alcune piccole abilità precognitive, che però si limitano ad indicare il futuro più probabile. La struttura sociale è di tipo matriarcale.
- Oa: sede dei Guardiani della Galassia e del Corpo delle Lanterne Verdi, convenzionalmente posto al centro dell'Universo. I rapporti tra Oa e la Federazione sono molto tesi a causa dell'opposizione di questa ad avere una Lanterna Verde nel settore spaziale di propria competenza.
- Orando: pianeta politicamente e tecnologicamente di tipo feudale, ha per molti secoli resistito ai tentativi di portare una ventata di novità da parte degli altri pianeti. Il processo sembra sia stato avviato inesorabilmente con l'ingresso di Queen Projectra, erede al trono, tra i legionari.

## Citazioni
Sia il mondo artificiale, sia il sistema sono un omaggio a due personaggi realmente esistiti: Weber's World cita Max Weber che è stato fra i padri della sociologia; il sistema Trantor riprende il pianeta Trantor immortalato da Isaac Asimov nel suo famoso Ciclo della Fondazione, pietra miliare nella fantascienza mondiale.